# Nek Chand

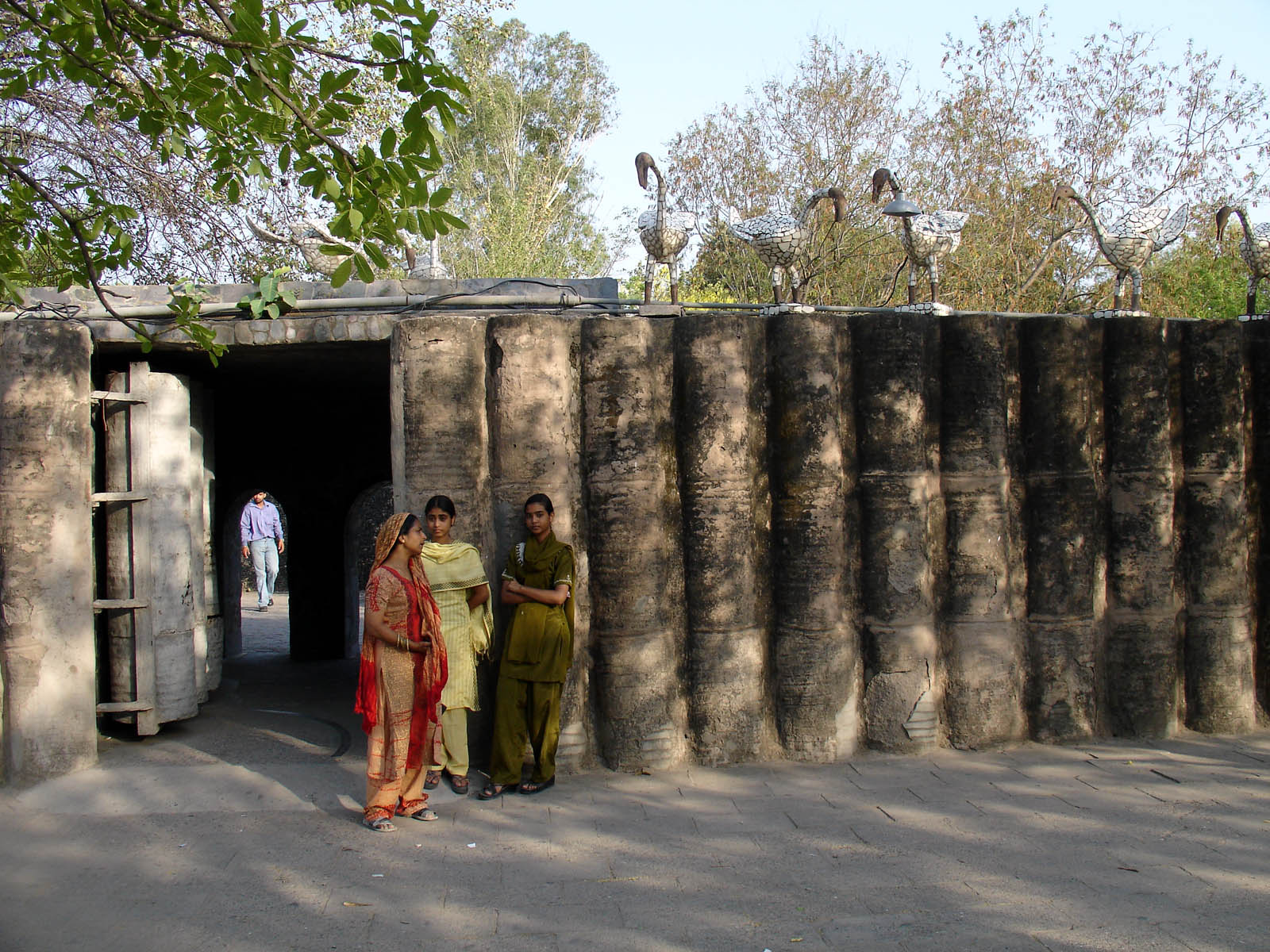
De ingang

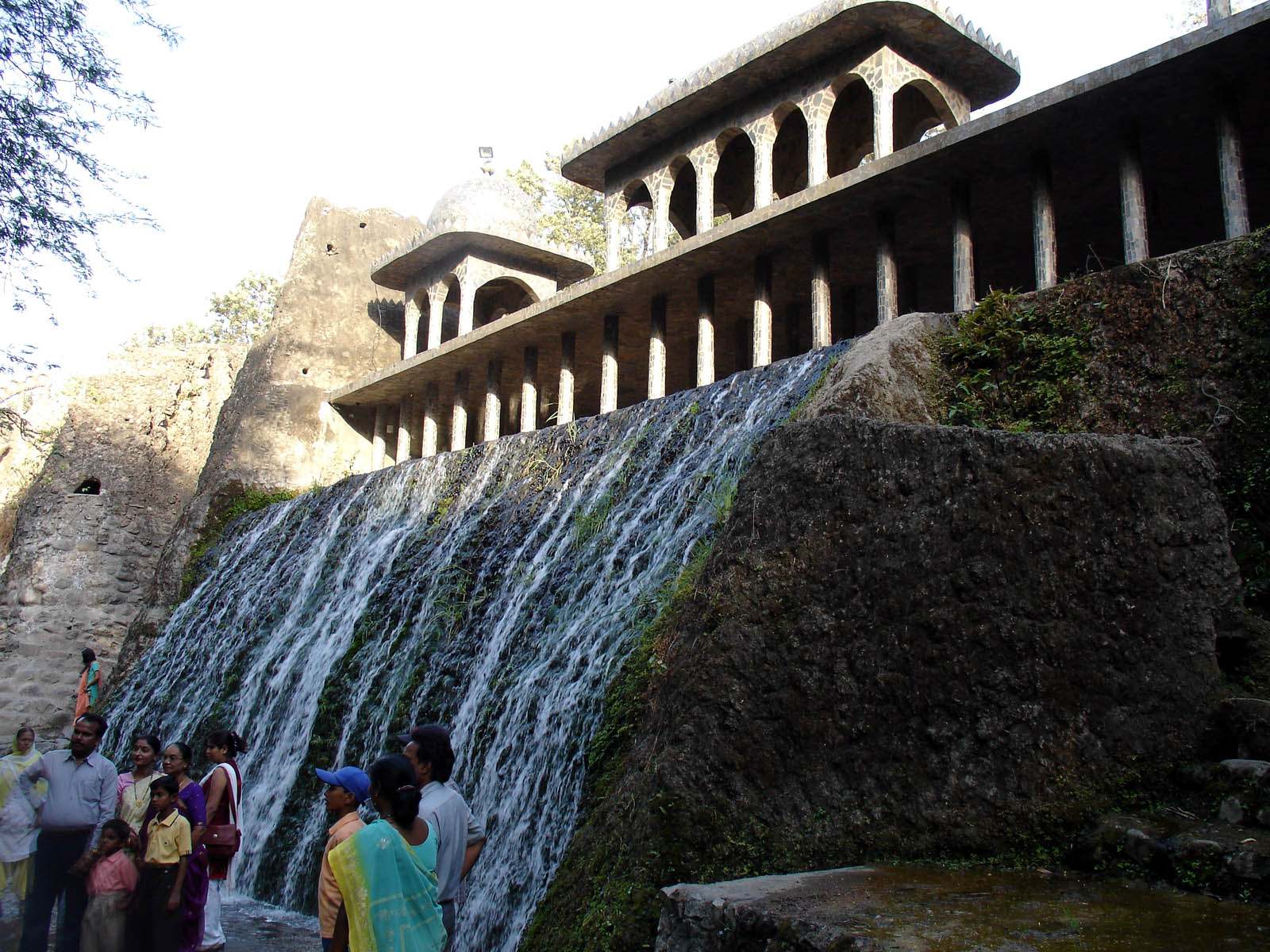
Waterval

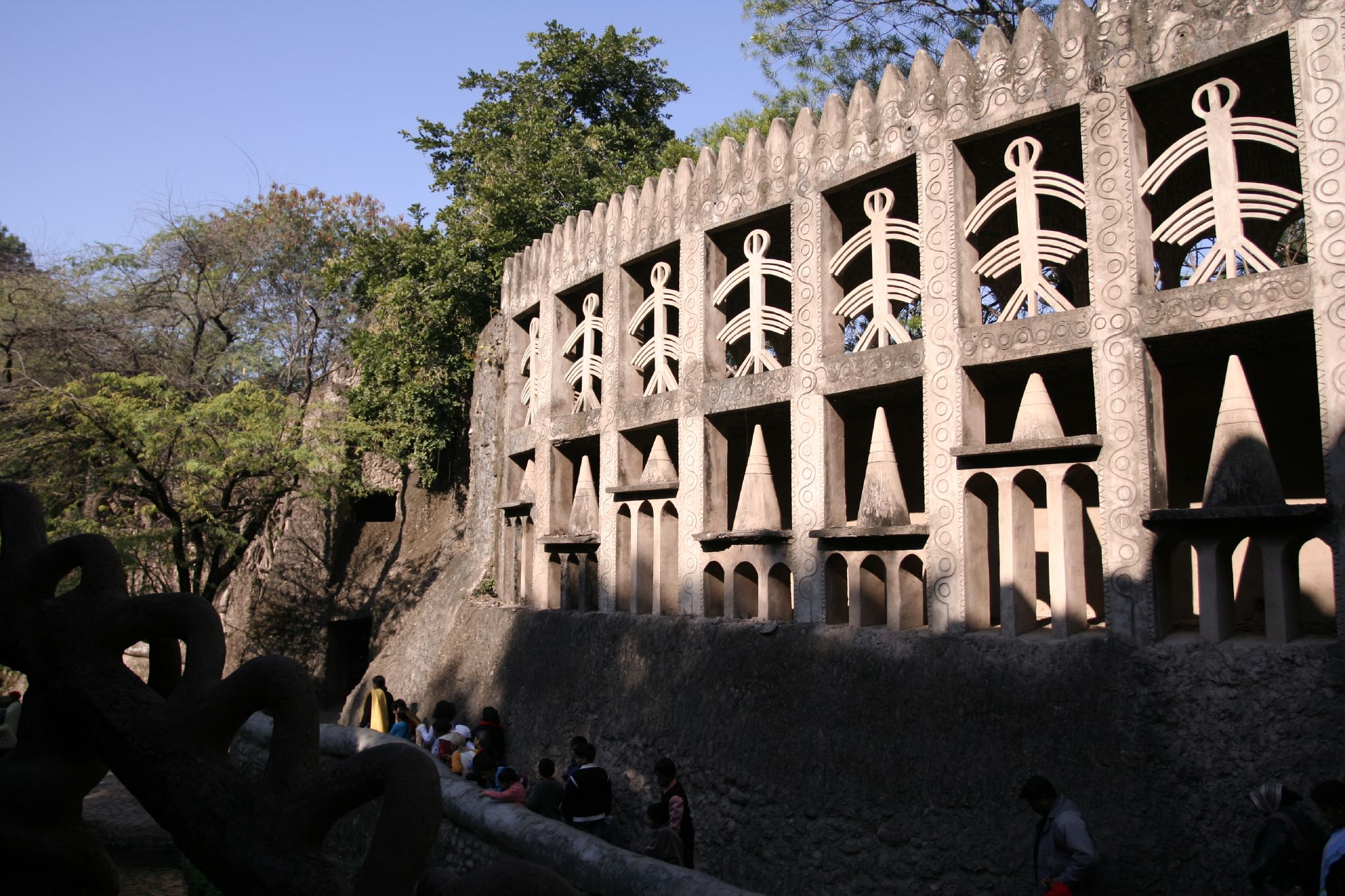
Bouwwerk

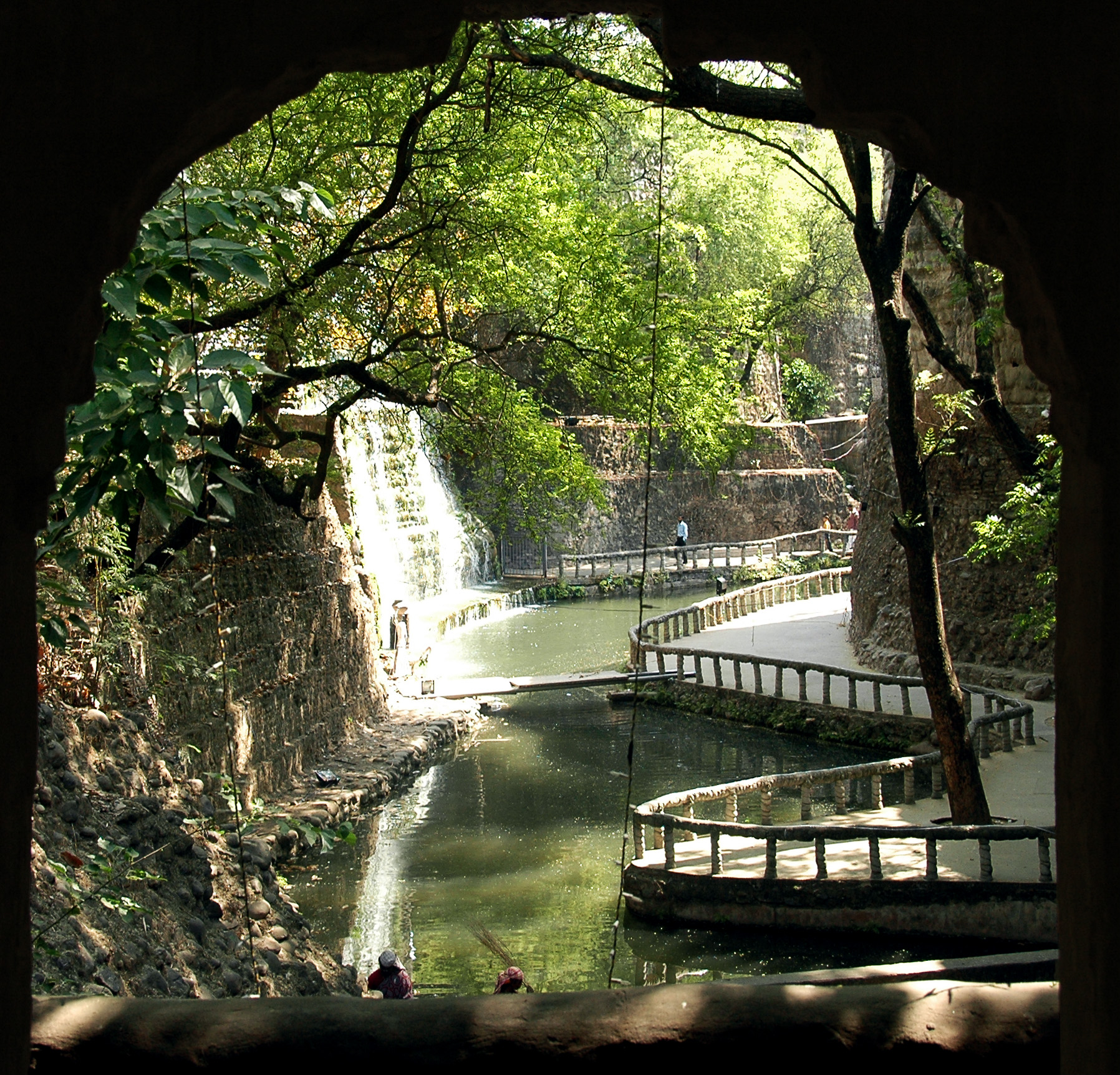
Doorkijkje

Nek Chand Saini (Brits-Indië (gedeelte dat tegenwoordig bij Pakistan behoort),  5 december 1924 – Chandigarh, 12 juni 2015) was een Indiase architect en stedenbouwkundige.
Toen de Zwitserse stedenbouwkundige-architect Le Corbusier rond 1950 in Chandigarh, India, dorpen liet slopen om zijn "mooie stad" te realiseren, was Chand wegeninspecteur in die stad. In 1947 was deze met zijn familie in Chandigarh aangekomen. In 1958 begon de toen 34-jarige Chand in zijn vrije tijd aan de aanleg van wat zou uitgroeien tot zijn "koninkrijk van goden en godinnen". Aan een stroom in het noorden van de stad in een stuk van de jungle dat door de overheid bestemd was als groene zone en natuurgebied, maakte hij een open ruimte, bouwde een hutje en plaatste er enkele merkwaardig gevormde rotsen rond die aan dieren deden denken. Met de afbraakmaterialen van de dorpen en al wat hij kon vinden op een nabijgelegen stort maakte hij met beton enkele beelden. Alles werd aangevoerd met zijn fiets. In alle stilte en in de illegaliteit maakte hij rond het terrein een omheining en creëerde hij een beeldenpark, een speeltuin voor de goden en godinnen. Zonder het landschap van het terrein te veranderen bouwde hij een aaneenschakeling van verschillende kamers, die onderling verbonden werden door kronkelende paadjes al dan niet omzoomd door muren. De toegang tot de verschillende ruimten voorzag hij van lage poorten, men moet zijn hoofd buigen om er door te gaan, waardoor een gevoel van nederigheid ontstaat. Hij bouwde paleizen voor de goden, watervallen, vijvers, zwembaden, muziekkamers, dichterskamers, een miniatuur Indisch dorp, kortom het mocht de goden bij hun bezoek aan de aarde aan niets ontbreken. De muren van de kamers werden versierd en overal verschenen groepen kleurrijke figuren van mensen, dieren, mythologische figuren en abstracte vormen.
In 1969, als zijn "project" al ver gevorderd was, vroeg hij een onderhoud met Sharma, de stadsplanoloog, opvolger van Le Corbusier. Sharma had weinig contact en nog minder voeling met het lagere personeel, waartoe Chand als wegeninspecteur behoorde. Hij werd dan ook niet onmiddellijk ontvangen en moest zijn verzoek verschillende keren herhalen. Toen hij eindelijk werd toegelaten vroeg hij Sharma hem te vergezellen want hij had iets zeer bijzonders te tonen. Sharma was onder de indruk van wat hij zag maar kon als hoge ambtenaar deze illegale constructies niet goedkeuren. Niet goed wetende wat te doen raadde hij Nek Chand aan in alle stilte aan zijn "tuin" verder te bouwen. Ondertussen ijverde Sharma bij de overheid voor een erkenning van het domein. In 1976 werd het "koninkrijk" officieel geopend voor het publiek. Chand kreeg een loon en 50 arbeiders om zijn werk voort te zetten. Het werd officieel "Rock Garden" gedoopt alhoewel Chand zelf liever spreekt van "nagri devis devotas, stad van goden en godinnen". In 1983 begint hij aan wat de derde fase van het project wordt genoemd. In datzelfde jaar wordt een postzegel uitgegeven.
De constructies van de derde fase worden grootser opgevat. Er wordt een openluchttheater, een museum, een grote bogengalerij die doet denken aan een Romeins aquaduct, met enkele tientallen schommels, een uitgang bewaakt door levensgrote paarden en kamelen gebouwd. De kinderen en bezoekers mogen alle beelden in dit gedeelte aanraken, beklimmen.

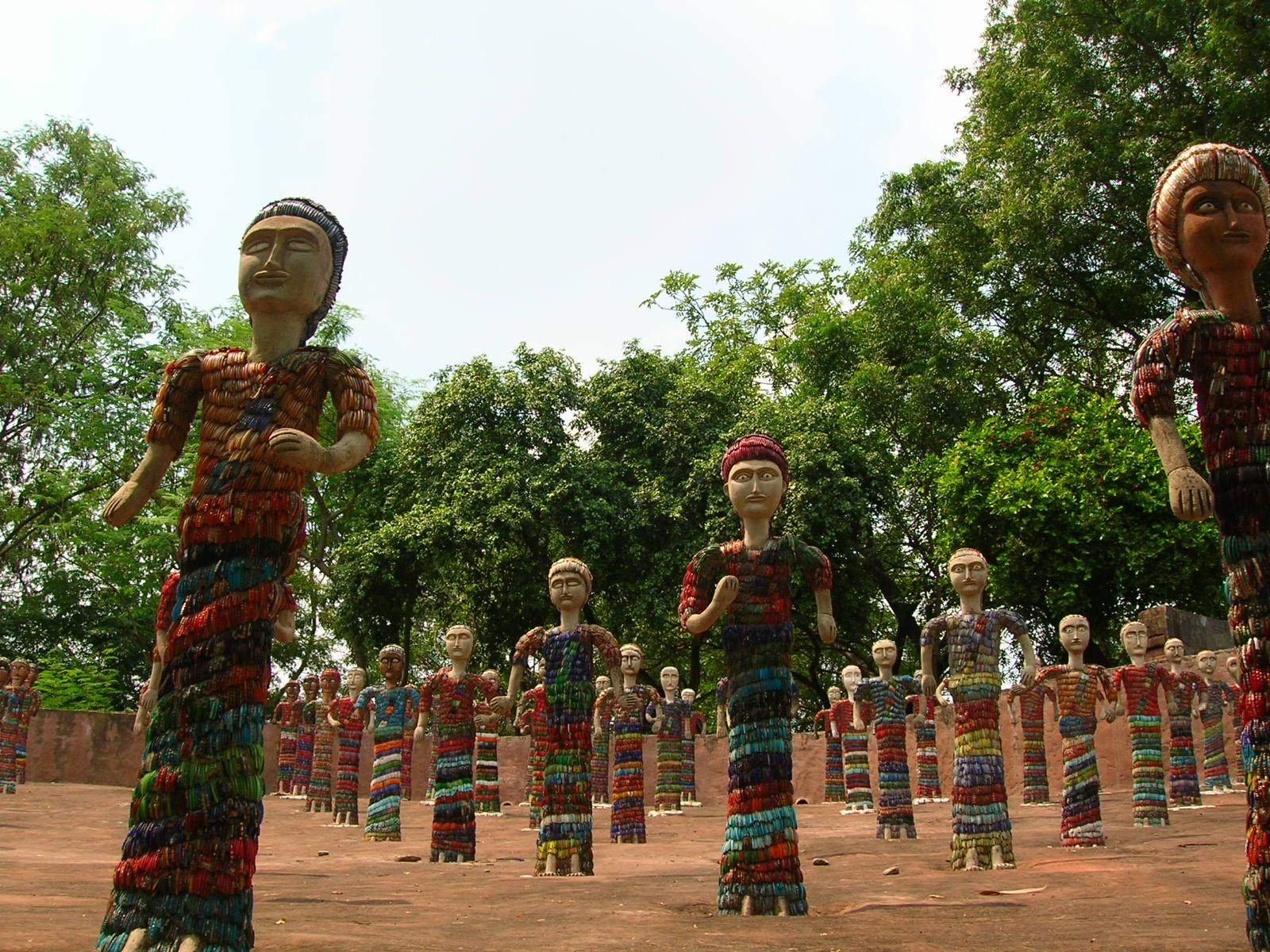
Rock Garden

"Rock Garden" wordt het achtste wereldwonder genoemd en behoort terecht tot de wereldmonumenten. Het is een ode aan de recyclage. Chand heeft bewezen dat afval niet gedoemd is om weg te gooien maar kan gebruikt worden om een oogstrelend kunstwerk te creëren. Bovendien is het een ode aan de multiculturele samenleving, de menselijke figuren dragen zowel traditionele klederdrachten van de Indische dorpen uit de omgeving als westerse kledij. Het is een ode aan de natuur, het oorspronkelijke landschap is volledig geïntegreerd en de beelden geven een idee van de rijkdom van het dierenrijk. De natuurlijke vegetatie werd gerespecteerd en aangevuld met een plantenrijkdom die Chand heeft opgekweekt uit plantmateriaal dat hij op het stort vond. De vogels uit de omgeving nestelen niet alleen in deze vegetatie maar evengoed in de gebouwen en beelden.
Door de kleurenrijkdom en de gebruikte materialen, o.a. scherven van porselein en tegels, doet het denken aan de werken van Gaudí. Door het geduld, de jarenlange aanleg zonder vooropgezet plan of technische kennis, doet het denken aan het werk van de Franse postbode Ferdinand Cheval die te Hauterives, nabij Lyon, met keitjes die hij tijdens zijn bestelronde verzamelde een ideaal paleis bouwde. Sommige figuren doen aan grote kunstenaars denken.
Chand was internationaal erkend als "outsider" kunstenaar, hij heeft verschillende prijzen gewonnen en heeft op verschillende plaatsen in Europa en Amerika tentoongesteld. Zo hebben enkele van zijn beelden een plaats gevonden in de permanente tentoonstelling van het Museum Dr. Guislain in Gent.
Vandaag komen uit alle hoeken van de wereld, 5000 bezoekers per dag naar het park.
Chand overleed op 90-jarige leeftijd in Chandigarh.